# 杨循吉
杨循吉（1458年—1546年），字君卿，一作君謙，號南峰，直隶吳縣（今屬江蘇苏州市）人。明朝官员。

## 生平
成化十三年（1477年）丁酉科應天府鄉試第十八名舉人，二十年（1484年）甲辰科进士。授礼部主事，累官郎中。不久以病辭歸，结庐於支硎山（今观音山）下，專事著述。自言:“君以我樂山林耶？我非忘世愛隴畝。衙門晨入酉始出，力不能支空嘆愀。”明世宗嘉靖年間，曾獻《九廟頌》和《華陽求嗣齋儀》。卒于嘉靖二十三年（1544年），年八十九岁。

## 著作
好收集異書。著作頗豐，有《松籌堂集》﹑《都下贈僧詩》﹑《菊花百詠》﹑《齋中拙詠》﹑《南峰樂府》等。

## 佚事
杨循吉少年中進士，任禮部主事，即欲上疏請求釋放建庶人朱文圭子孫，被同鄉吳寬勸阻。自以為不得志，棄官歸里。

## 延伸阅读
[在维基数据编辑]
 在维基文库阅读此作者作品
 《國朝獻徵錄·卷之三十五》，出自焦竑《國朝獻徵錄》
 《明史卷二百八十六》，出自《明史》